# 21 novembre 1953
Le samedi 21 novembre 1953 est le 325e jour de l'année 1953.

## Naissances
- Carlton "Santa" Davis, musicien jamaïcain
- Conny Karlsson, joueur de football suédois
- Daniel Sanchez, footballeur français
- Dorothée Letessier (morte le 11 août 2011), romancière et scénariste française
- Lisa Goldstein, écrivaine de fantasy et de science-fiction américaine
- Luc Cyr, archevêque catholique
- Marie-Françoise André, géographe et professeur d'université
- Patrice Cellario, homme politique monégasque
- Tina Brown, journaliste et biographe britannico-américaine

## Décès
- Emmanuel Clairefond (né le 20 avril 1897), personnalité politique française
- Felice Bonetto (né le 9 juin 1903), pilote automobile
- Jean Dubly (né le 9 août 1886), footballeur français
- Jules Dubly (né le 1er janvier 1887), footballeur français
- Larry Shields (né le 13 septembre 1893), clarinettiste de jazz
- Pierre Chirol (né le 25 août 1881), architecte, professeur à l'École des Beaux Arts, Rouen